# Taeniophyllum pectiniferum
Taeniophyllum pectiniferum är en orkidéart som beskrevs av Rudolf Schlechter. Taeniophyllum pectiniferum ingår i släktet Taeniophyllum och familjen orkidéer. Inga underarter finns listade i Catalogue of Life.